# Stanisław Słupecki (zm. 1576)
Stanisław Słupecki z Konar herbu Rawicz (zm. 1576) – kasztelan lubelski w latach 1568–1575.
Był synem Zbigniewa Słupeckiego i jego żony Barbary z Firlejów. Obie rodziny miały sympatie protestanckie i Stanisław został wysłany na studia do Niemiec: w Wittenberdze w 1545 roku i Lipsku w 1546 roku.
Poseł na sejm warszawski 1556/1557 roku z województwa lubelskiego. Poseł na sejm warszawski 1563/1564 roku z województwa sandomierskiego. Jako przedstawiciel Korony Królestwa Polskiego podpisał akt unii lubelskiej 1569 roku. Podpisał konfederację warszawską 1573 roku.

## Rodzina
Razem z małżonką Zofią z Wrzelowskich (zm. ok. 1595) byli kalwinistami: ufundowali zbory kalwińskie w Opolu Lubelskim, Pniowie, Gałęzowie. Wizytacje kalwińskie wskazują, że w Opolu udało mu się pozyskać dla kalwinizmu sporą liczbę chłopów i mieszczan
Mieli razem kilkoro dzieci:
- Zbigniewa (zm. 1594), posła na sejmy, działacza kalwińskiego, właściciela cennej biblioteki teologicznej[6].
- Feliksa (1571-1616), kasztelana lubelskiego, i przed samą śmiercią (1616) konwertytę na katolicyzm.
- Zofię, małżonkę kalwinisty Andrzeja Bełżeckiego, matkę Jana Bełżeckiego
- Annę, od ok. 1560 r. żonę współwyznawcy Jana Lipskiego, podkomorzego bełskiego, rzekomego kasztelana bełskiego.
- Katarzynę, żonę Adama Gorajskiego, działacza kalwińskiego.